# Sigismund Gyllenstierna
Sigismund Gyllenstierna,  född 1598, död 1666 eller 1668 i Danzig, var en polsk senator och ståthållare.

## Biografi
Sigismund Gyllenstierna föddes 1598. Han var son till svenske amiralen Johan Nilsson Gyllenstierna och grevinnan Sigrid Brahe. Gyllenstierna studerade vid gymnasiet i Thorn och blev i februari 1615 student vid Rostocks universitet. Han blev 1616 student vid Strassburgs universitet, samt företog därefter vidsträckta resor. Gyllenstierna blev 27 februari 1623 student vid Leidens universitet och återvände därefter till Polen, där han fick indigenatsrätt som polsk adelsman 1633. Han blev 1636 ståthållare på Stuhms slott och skattmästare i Marienburg. Gyllenstierna befordrades senare till polsk senator och kastellan i Danzig. Han försvarade Marienburg 1656 mot svenskarna. Gyllenstierna avled 1666 eller 1668 i Danzig och begravdes i S:t Reinholds kapell i Mariakyrkan.
Han stod i stor gunst hos kung Vladislav IV av Polen. Detta oaktat höll han fast vid den lutherska läran. Vid freden i Oliva 1660 begärde han, att hans fädernegods i Sverige skulle återställas till honom,  vilket dock ej blev fallet.

### Egendom
Gyllenstiern ägde Guldenfelt och Grundlicht i Preussen.

### Familj
Gyllenstierna gifte sig 20 juli 1636 i Thorns rådhus med Anna Czema, dotter till guvernören Carlm Fabian Czema. De fick tillsammans barnen Catharina Lucretia Gyllenstierna som var gift med Krethowsky i Polen, Barbara Gyllenstierna som var gift med vojvoden Lossij på Marienburg, Vladislavs Casimir Gyllenstierna, Johan Rafael Gyllenstierna och Dorotea Felicia Gyllenstierna som var gift med polska starosten Drohojewsky.